# Moskevské umělecké akademické divadlo
Moskevské umělecké akademické divadlo, zkráceně MCHAT (rusky Московский художественный академический театр, zkráceně МХАТ) původně jako Moskevské umělecké divadlo (MCHT), které bylo slavnostně otevřeno 14. října 1898. Hlavními zakladateli byli Konstantin Sergejevič Stanislavskij a Vladimir Ivanovič Němirovič-Dančenko. V divadle bylo uváděno mnoho světových premiér, zejména hry Antona Pavloviče Čechova. Divadlo MCHAT poskytlo Stanislavskému prostor využít nové prostředky a divadelní postupy, kterými se později celosvětově proslavil